# Моравский стиль

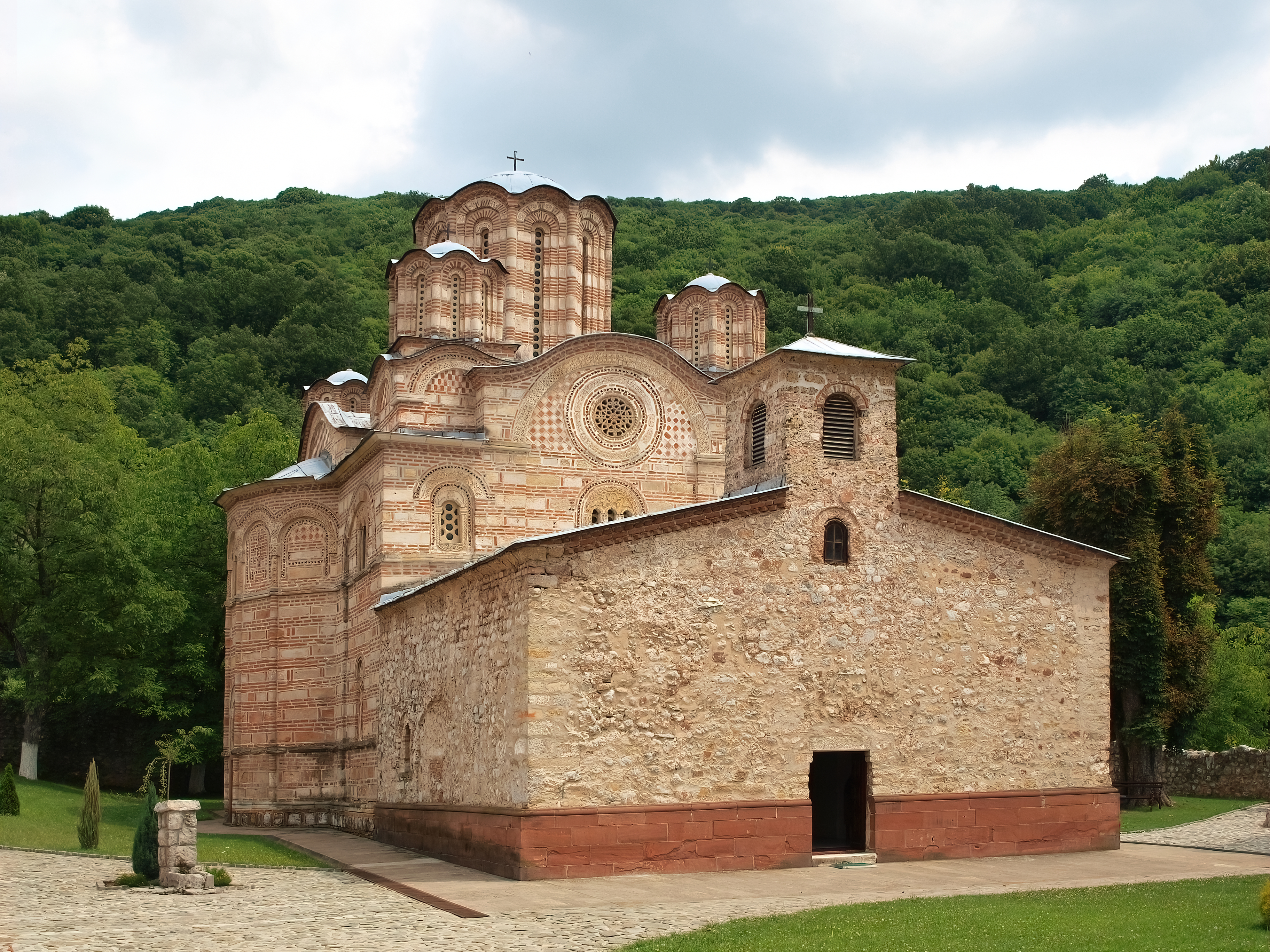
Монастырь Раваница

Моравский стиль или моравская школа (серб. Моравски стил или Моравска школа) — историко-региональный архитектурный стиль, распространённый в средневековой Сербии.
Сформировался около 1370 года на базе вардарского стиля. Первыми его памятниками считаются монастырь Раваница и церковь Лазарица в Крушеваце, построенные в 1370-е годы. Название дано по реке Морава, в районе которой сосредоточены основные памятники этого стиля. Особенностью церквей моравского стиля является основание в форме креста, сочетаемое с формой триконха (трилистника), поскольку, в отличие от вардарского стиля, по северной и южной стенам добавлены небольшие апсиды. Внешний вид их, как и у вардарского стиля, обусловлен декоративной узорной кладкой из серого, жёлтого и красного кирпича и камня, которая, однако, становится обязательной, особенно в верхней части церкви. Применяется также и штукатурка. Активно используются рельефная резьба на куполах, наличниках и порталах, внедряются окна-розы. Появляются пятикупольные церкви.
Помимо церковной архитектуры, моравский стиль ярко проявился в фортификационном строительстве, в особенности в Белградской крепости Калемегдан и Смедеревской крепости. Моравский стиль пришёл в упадок после завоевания Сербии турками-османами в 1459 году. 

## Наиболее известные постройки в моравском стиле
- Монастырь Козья
- Монастырь Раваница
- Монастырь Любостыня
- Монастырь Каленич
- Монастырь Манасия